# دی.پی.
دی. پی. (انگلیسی: D.P.؛ سرواژهٔ Deserter Pursuit) یک مجموعهٔ تلویزیونی کره جنوبی کارگردانی شده توسط هان جون-هی، و فیلم‌نامه‌نویسی کیم بو-تونگ و هان بر پایهٔ وب‌تون لژین دی. پی روز سگی اثر کیم است. در این مجموعه جونگ هه این، کو کیو-هوان، کیم سونگ کیون و سون سوک-کو به ایفای نقش می‌پردازند. این مجموعه در ۲۷ اوت ۲۰۲۱ در ۶ قسمت توسط نتفلیکس پخش شد.
در ۱۴ دسامبر ۲۰۲۱، فصل دوم این مجموعه تایید شد.

## بازیگران

### اصلی
- جونگ هه این در نقش سرباز وظیفه آن جون هو
- کو کیو-هوان در نقش سرجوخه هان هو یول
- کیم سونگ کیون در نقش گروهبان یکم پارک بوم گو
- سون سوک-کو در نقش کاپیتان ایم جی سوب